# Malika Nasreddinova
Malika Nasreddinova (* 13. Februar 2004) ist eine usbekische Leichtathletin, die sich auf das Kugelstoßen spezialisiert hat.

## Sportliche Laufbahn
Ihren ersten internationalen Wettkampf bestritt Malika Nasreddinova im Jahr 2022, als sie bei den U20-Weltmeisterschaften in Cali mit einer Weite von 15,73 m den achten Platz im Kugelstoßen belegte. Im Jahr darauf gewann sie bei den U20-Asienmeisterschaften in Yecheon mit 15,76 m die Silbermedaille. Anschließend belegte sie bei den Asienmeisterschaften in Bangkok mit 16,21 m den sechsten Platz und gelangte dann auch bei den World University Games in Chengdu mit 16,78 m auf Rang sechs. 2024 gewann sie bei den Hallenasienmeisterschaften in Teheran mit 15,42 m die Silbermedaille hinter der Chinesin Sun Yue und im Jahr darauf belegte sie bei den Asienmeisterschaften in Gumi mit 17,01 m den vierten Platz. 
In den Jahren 2022 und 2024 wurde Nasreddinova usbekische Meisterin im Kugelstoßen im Freien sowie 2022 in der Halle.